# Morta
Morta era, a la mitologia romana, una de les Parques, la deessa de la mort. Les Parques eren, a Roma, les divinitats del destí, que s'identificaven amb les Moires de la mitologia grega, i de les que en van agafar amb el temps tots els atributs.
Sembla que inicialment les Parques eren esperits que presidien els naixements, però van agafar ben aviat el caràcter de les Moires, i es representaven com a filadores que limitaven, segons la seva voluntat, la vida de les persones. Morta era la més gran de tres germanes (les altres eren Nona, divinitat de l'embaràs i del naixement, i Dècima, que decidia com seria de llarg el fil de la vida de cadascú), i tallava el fil en el moment de la mort. Al Fòrum les tres Parques tenien tres estàtues anomenades popularment Les tres Fades (els tria Fata 'els tres Destins').